# Lerna

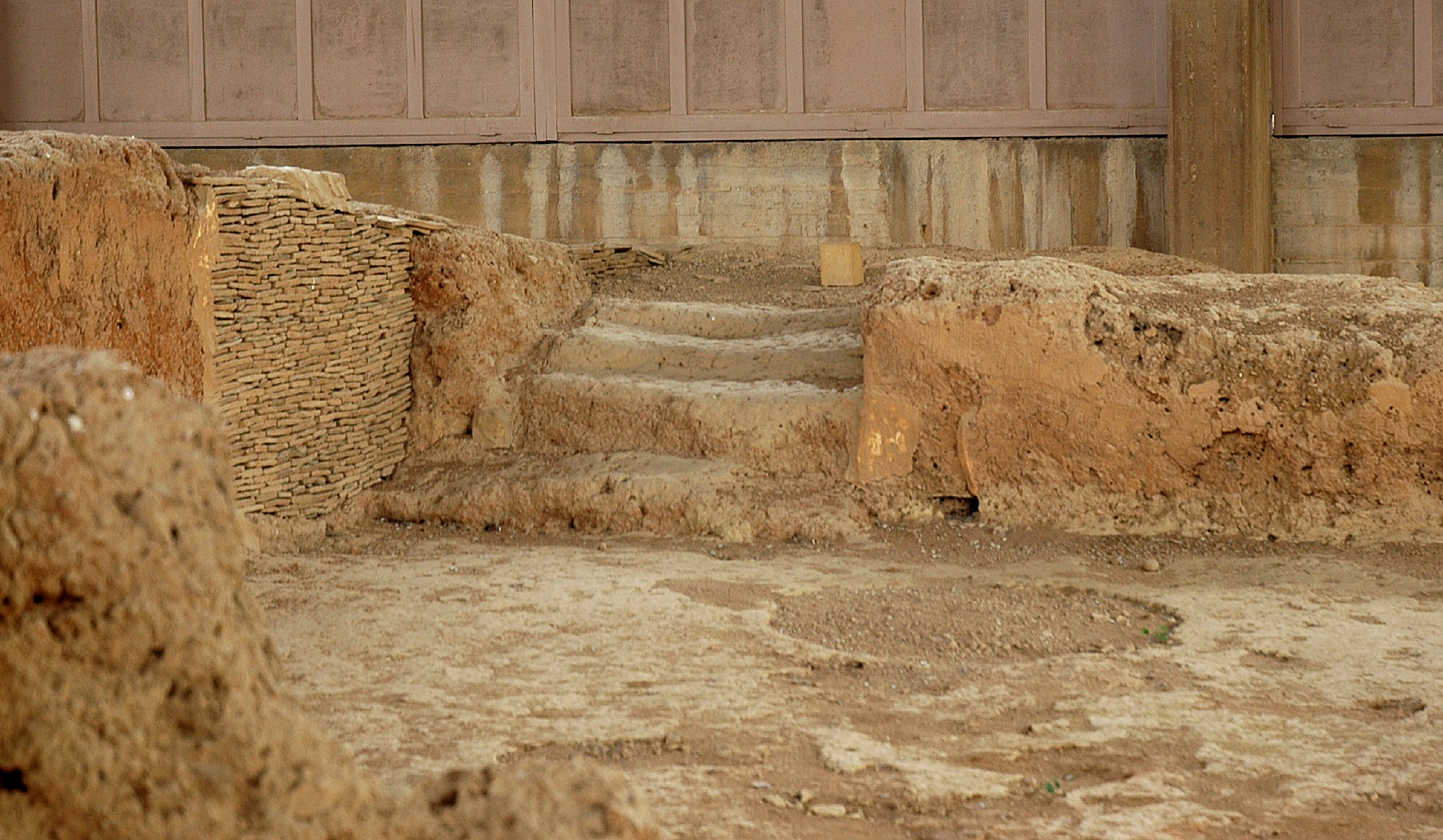
Pravěký tzv. Tilův dům v Lerně, základy odkryté archeologickým výzkumem

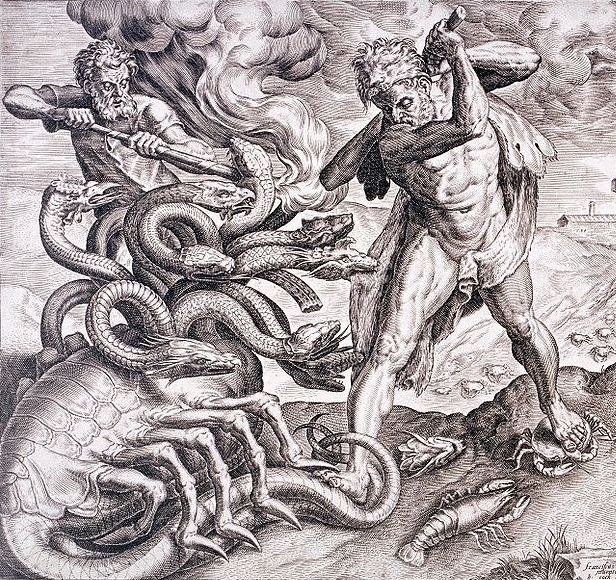
Cornelis Cort: Hérakles v boji s lernskou hydrou, mědirytina, 1550

Lerna (řecky Λέρνη), také Lerni, bylo pravěké sídlo v oblasti jižně od Argosu, v Argoském zálivu na jihovýchodním pobřeží poloostrova Peloponés v Řecku, v němž podle řeckého mýtu sídlila obluda zvaná Lernská hydra.

## Prehistorie
Archeologické výzkumy zde od počátku dvacátých let 20. století do roku 1990 odkryly pozůstatky sídla s dvojitým valem obranných hradeb se zdmi téměř 1 metr silnými a zděné objekty z pálených cihel, z nichž nejstarší je tzv. Tilův dům z doby bronzové, další se datují až po mykénskou kulturu, v intervalu let 3000 až 1500 př. n. l.

## Mytologie
Lerna byla v řecké mytologii branou do podsvětí, kde žila Lernská hydra, mořská obluda se třemi až dvanácti hlavami, s níž bojoval Héraklés.